# 卡勞亞 (夏威夷州)
卡勞亞（英語：Kalaoa）是位於美國夏威夷州夏威夷縣的普查規定居民點。

## 人口
根據2020年美國人口普查的數據，卡勞亞的面積為118.10平方千米，當中陸地面積為101.40平方千米，而水域面積為16.70平方千米。當地共有人口11729人，而人口密度為每平方千米99.31人。